# Staw ogrodowy

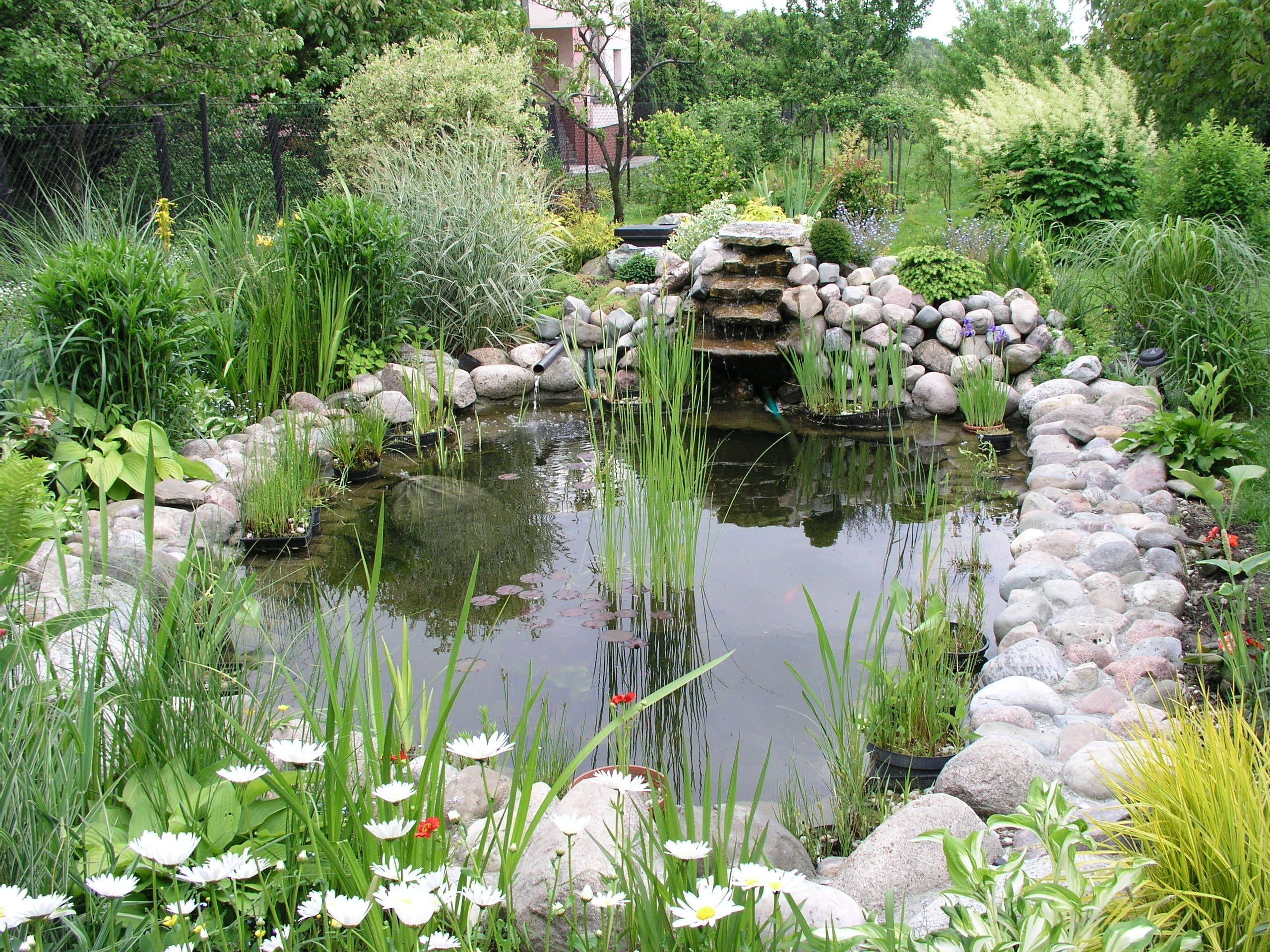
Oczko wodne w przydomowym ogrodzie

Staw ogrodowy – naturalny lub sztuczny zbiornik wodny, o dowolnym kształcie geometrycznym, służący ozdobie ogrodu, potocznie zwany oczkiem wodnym. Jest siedliskiem roślin wodnych oraz zwierząt, głównie ryb. Może być połączony z fontanną, kaskadą, wodospadem.